# Husman
Husman har använts med varierande innebörd i de nordiska länderna. Särskilt kan man urskilja två helt olika betydelser, nämligen dels en man som, till skillnad från en dräng, har ett eget hus och hushåll, dels en man som en mäktigare person har upptagit i sitt hushåll och låter bo i sitt hus. I bägge dessa betydelser saknar  husmannen åborätt för sin försörjning och var därmed hänvisad exempelvis till hantverk.
Under medeltiden kunde termen husman förekomma som synonym till de vanligare termerna huskarl och hirdman som beteckning på medlemmarna av en kungs eller stormans följe. En annan tidig företeelse var att en man bodde med sin familj i ett eget hus som låg på en annans gård.
Innebörden av begreppet husman överlappar delvis med när personer kallades ”husägare” i husförhörslängder och på gravstenar för att markera den sociala skillnaden mellan å ena sidan dem som bodde i eget ägt hus, och å andra sidan dem som var hyresgäster, arbetsfolk (lärlingar, gesäller, statare, drängar och pigor, gifta eller ogifta), samt inhyseshjon.

## Danmark och Skåne
Termen husmand har varit särskilt vanlig i Danmark och Skåne som beteckning på en bofast man på landet med eget hus. I likhet med torparen ägde husmannen inte någon andel i byns marker och skulle betala arrende till markägaren, eventuellt i form av dagsverken, men medan torparen försörjde sig genom att bruka den jord som hörde till torpet, var husmannen hantverkare, soldat eller lantarbetare. Hans mark bestod av hustomten och kanske därtill en beteshage och en mindre åkerlapp som inte kunde räcka till för en familjs uppehälle, men möjligen för att försörja familjen med mat.
I byarna uppfördes husen ofta längs med bygatan och betecknades gatehus. Särskilt efter skiftesreformerna, som enskiftet i Skåne 1803, när bönderna flyttade ut från byn, blev mark längs bygatan disponibel. (För hus i städerna används ordet gathus.) 
Under 1800-talet genomfördes i Danmark en omfattande jordavstyckning och jordbrukslagstiftning som ledde till att flertalet husmän förvärvade kringliggande jord och övergick till att bli småbrukare, organiserade i husmansföreningar. Även i Skåne kunde flertalet husmän förvärva jord dels genom egnahemsrörelsen och dels med stöd av ensittarlagen 1925.

## Norge
I Norge var husmann i äldre tid en hos bonden inneboende lantarbetare, senare kallad innerst. I början av 1900-talet betecknade ordet en bonde som fått brukningsrätt till ett stycke jord utan egen taxering. Jorden var underställd en skattlagd gård och husmannen var skyldig att erlägga en årlig avgift till gårdens ägare eller att mot dagspenning och kost utföra arbete på gården vissa dagar i veckan, således motsvarande en torpare. Husmannens rätt att behålla arrendet fick lagligt skydd 1851, och en lag 1928 gav honom rätt att tvångsinlösa husmanslägenheten.

## Småland och norrut
I Götaland och Svealand tycks ordet historiskt ha använts i en vagare betydelse om en man som (med sin eventuella familj) varit anknuten till ett gods oavsett om han bott på gården eller i ett eget hus. 
Termen har inte haft någon bestämd rättslig definition. Den måste dock skiljas från inhyses eller inhyseshjon, som ofta betecknade personer som inte kunde försörja sig själva utan genom det allmännas (socknens) försorg var utplacerade i andra hushåll, och backstugusittare.

## Finland
Bruket i Finland motsvarar i huvudsak det svenska.
- man som hyr eller äger hus, men som inte har någon gröda eller boskap[7]
- småbrukare utan främmande arbetskraft[8]
- men även, i 1600-talets städer,[9] benämning på husägare eller person som var hyresgäst i en annans hus, en gatehusman.